# Prairie Avenue
Prairie Avenue es una calle con orientación norte-sur en el South Side de Chicago, que históricamente se extendió desde la 16th Street (en la Near South Side de la zona comunitaria de Chicago, dentro del Condado de Cook, Illinois) hasta más allá de los límites del sur de la ciudad. La calle tiene una profunda historia desde sus orígenes siendo un importante camino para jinetes y carruajes. Durante las tres últimas décadas del siglo XIX, muchas de las familias de élite de Chicago residieron en una sección de seis manzanas y otra, de cuatro manzanas, fue también conocida por sus casas de lujo. La sección superior de seis manzanas incluye parte del histórico Prairie Avenue District, que fue declarado Chicago Landmark y añadido al Registro Nacional de Lugares Históricos.
Varias de las figuras históricas de Chicago más importantes han vivido en esta calle. Esto es especialmente cierto en el periodo de recuperación tras el gran Incendio de Chicago de 1871, cuando muchas de las familias más importantes de la ciudad se trasladaron a la calle. Varios residentes han influido en la evolución de la ciudad y han representado destacados roles nacionales e internacionales en ámbitos como la historia política, la arquitectura, la cultura, la economía, así como en la ley y el gobierno de Chicago. A lo largo de los años, la calle ha sido influenciada por el perfil demográfico de Chicago.
La importancia de la calle ha disminuido, pero todavía cuenta con edificios emblemáticos y se considera la columna vertebral de un distrito histórico. Han sido notables las disputas sobre la conservación de varias de las propiedades de la calle, habiendo sido una de ellas portada de The New York Times. A principios del siglo XXI, la calle fue reconstruida para albergar valiosos e importantes bloques de apartamentos. Recientemente, se ha desarrollado la calle hacia el norte para alojar nuevas torres de apartamentos, como el One Museum Park, ubicado en Roosevelt Road (12th Street). Esto ha conllevado la extensión del nombre de la calle, de modo que los grandes inmuebles que bordean el Grant Park cuentan con direcciones de Prairie Avenue.

## Historia
Al principio, Prairie Avenue servía como sendero indio que unía Fort Dearborn con Fort Wayne, en Indiana, por lo que su nombre deriva de la gran pradera del medio oeste que separaba los dos extremos. En 1812 se produjo la Batalla de Fort Dearborn en lo que ahora es el área norte de la calle, conocida como la Near South Side, perteneciente a la zona comunitaria de Chicago. Algunos heridos en la batalla, como William Wells y George Ronan, fueron abatidos aquí.
A lo largo del tiempo el distrito ha ido evolucionado: de ser un barrio de lujo a un distrito fábricas para volver de nuevo a considerarse un barrio de clase alta. La zonificación de 1853 previó su desarrollo residencial pese a que entonces solo existía una gran villa. En 1877, las once manzanas de Prairie Avenue así como Calumet Avenue alojaron residencias de la élite. En 1886 se erigieron en Prairie Avenue las mejores mansiones de la ciudad, cada una con su propio carruaje. En las décadas de 1880 y 1890, las mansiones de George Pullman, Marshall Field, John J. Glessner y Philip Armour, fueron parte de un barrio de más de cincuenta mansiones conocido como la "Fila de millonarios". Muchos de los principales arquitectos de la época, tales como Richard Morris Hunt, Henry Hobson Richardson o Daniel Burnham, diseñaron mansiones en esta la calle. En el momento de la Exposición Mundial Colombina de Chicago de 1893, las guías la describían como "la calle más cara al oeste de la Quinta Avenida". Sin embargo, después de que Bertha Palmer, esposa de Potter Palmer, construyera la Palmer Mansion a lo largo de Lake Shore Drive, que supuso el origen del barrio de Gold Coast, los residentes de élite comenzaron a mudarse al norte.

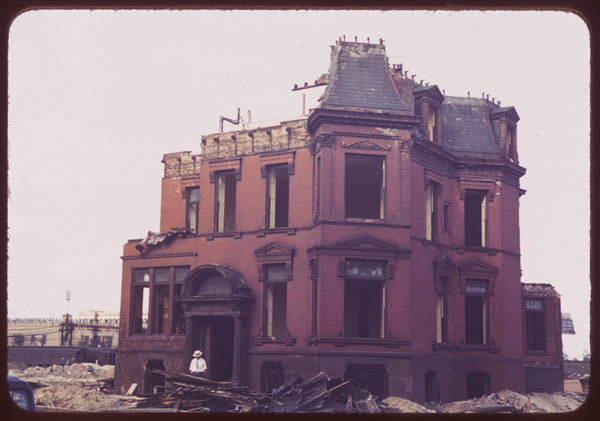
Antigua sede de Otis en 1709 Prairie Descripción: Antigua sede de Otis en 1709 Prairie. Creador: Cushman, Charles Weever, 1896-1972

En 1911, almacenes y fábricas se apiñaban en Prairie Avenue District. En 1950, la gran industria se hizo con el distrito. La desindustrialización de principios del siglo XXI, la congestión urbana y la conservación histórica pusieron otra vez de moda los edificios así como las estructuras restauradas y renovadas. Al mismo tiempo, la construcción en parcelas vacías resucitó el distrito. Hoy en día, la histórica sección norte de la calle forma parte de la Prairie Avenue District, dentro de la Chicago Landmarks, que aparece en listado en el Registro Nacional de Lugares Históricos. Fue declarada Chicago Landmark el 27 de diciembre de 1979 y se añadió al Registro Nacional de Lugares Históricos el 15 de noviembre de 1972. El histórico distrito incluye las manzanas de South Prairie desde el número 1800 al 1900, la manzana 1800 de South Indiana y del 211 al 217 de East Cullerton.

## Contexto histórico
En la década de 1850, las industrias relacionadas con el ferrocarril proliferaron cerca del distrito maderero y a lo largo del brazo sur del Río Chicago. Por lo tanto, el distrito de negocios comenzó a reemplazar las elegantes residencias en las avenidas Míchigan y Wabash, al sur de Jackson Boulevard. Poco después de la Guerra Civil, los residentes ricos de la ciudad se establecieron en Prairie Avenue debido a su proximidad al Loop (a menos de una milla (1,6 km) de distancia) y a que desplazarse hasta allí no implicaba cruzar el Río Chicago. En 1870, Daniel Thompson erigió la primera mansión de la parte superior de Prairie Avenue. Lo siguió Marshall Field en 1871 con un diseño de Richard Morris Hunt. La Prairie Avenue era la dirección más elegante de Chicago en el momento en el que sucedió el Gran Incendio de Chicago de 1871.

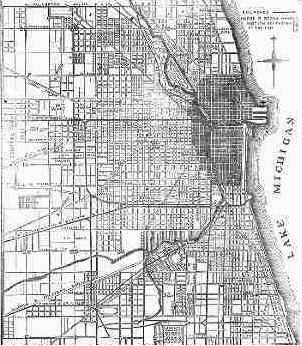
Mapa de Chicago de 1871: El área sombreada corresponde al terreno destruido por el Gran Incendio de Chicago.

Muchas de las elegantes villas de South Michigan Avenue fueron destruidas por el Gran Incendio de Chicago de 1871. Tras el incendio, el sur de Chicago creció rápidamente debido a que todas las clases económicas dejaron el centro de la ciudad. Muchas de las familias de la élite de Chicago se asentaron a lo largo de Prairie Avenue. En la década de 1870 y 1880, en las direcciones entre la 16th Street y la 22nd Street de Prairie Avenue (sección ahora llamada Cermak Road) se ubicaban casas de complejos diseños . En 1886, la élite urbana, incluidos George Pullman, Marshall Field, Philip Armour y John B. Sherman, poseía una propiedad en esta área, que hacían del paisaje urbano de Prairie Avenue una opulenta visión que evocaba las calles de las ciudades europeas; como tal, fue ampliamente considerado el barrio más de moda de la ciudad. Las empresas, como la Pullman Company, Armour & Company y D.H. Burnham & Company, vinculadas a Prairie Avenue, tuvieron alcance e impacto nacional e internacional. Se añadieron más mansiones (incluyendo muchas de estilo Reina Ana y románico richardsoniano) entre las calles 26 y 30 a partir de mediados de la década de 1880. La última del distrito, de tres pisos, 21 habitaciones y de estilo neocolonial británico, fue construida en el 2126 de Prairie Avenue en 1905.
Sin embargo, así como comenzó el siglo XX, la expansión de la industria en la zona provocó un aumentó del hollín ferroviario, el ambiente se vició, el área se volvió menos deseable y la élite social abandonó la región para mudarse a barrios más tranquilos como Kenwood, Gold Coast y, más comúnmente, a las afueras de la North Shore. El Chicago Tribune señaló que el 1898 de Prairie Avenue era un lugar indeseable para quienes era asequible e inasequible para los que era deseable. Durante la segunda mitad del siglo XX, la industria ligera y los terrenos abandonados tomaron Prairie Avenue. La mayoría de las elegantes mansiones eran derruidas o caían en un extremo mal estado. En la década de 1970, la mayoría de los edificios residenciales habían sido reemplazados por fábricas y aparcamientos. A partir de finales de la década de 1990, el auge del mercado de la vivienda floreció en el centro de Chicago con la consiguiente transformación de los barrios, reviviendo Prairie Avenue y provocando que la mayoría de las fábricas fueran demolidas o convertidas en bloques de lofts. Las fábricas fueron sustituidas por bloques de viviendas y la mayoría de mansiones que quedaban fueron renovadas.

## Influencia
Durante las décadas de 1870, 1880 y 1890, los habitantes de la parte superior de Prairie Avenue fueron fundamentales para el tejido cultural y social de la ciudad. La economía se sustentaba en los miles de puestos de trabajo creados por Pullman Car Company y Armour and Company. El hombre más rico de Chicago, Marshall Field, cambió los hábitos de consumo de la ciudad. John Shorthall salvó la propiedad de un completo caos tras el Gran Incendio de Chicago al guardar registros de la propiedad. Durante la década de 1880 llegaron a vivir en Prairie Avenue dieciséis de los 60 miembros de la Comercial Club de Chicago. George Armour dirigió la Academia de Bellas Artes de Chicago, que luego se convertiría en el Instituto de Arte de Chicago. A comienzos del siglo XX, el residente del 1801 de South Prairie, William Wallace Kimball, dio empleo en torno a unas 1500 personas en su empresa de fabricación de órganos y pianos. John Glessner, fundador de la International Harvester, construyó lo que ha sido descrito como el centro del distrito histórico.
Como hogar de muchas de las principales familias de Chicago, Prairie Avenue se convirtió en la base de muchos de los más importantes movimientos políticos. El sufragio femenino contaba con activistas viviendo en Prairie Avenue, como la presidenta de la Illinois Women Suffrage Association, Jane Jones. El caso de Illinois Central Railroad Co. contra el Estado de Illinois, 146 U.S. 146 U.S. 387 (1892)(1982), enfrentó el bienestar público de la ciudad contra la industria del ferrocarril y supuso la base para la doctrina de confianza pública, lo que facilitó a la ciudad la recuperación de gran parte de la orilla del lago. Los residentes de Prairie Avenue dieron apoyo a otras iniciativas para combatir el ferrocarril. La concentración de la riqueza también hizo a Prairie Avenue objeto de quejas sobre desigualdades fiscales.
Muchas de estas principales familias también se dedicaron a la filantropía. John Shorthall, fundador de la Chicago Title & Trust y residente de Prairie Avenue, creó la Sociedad para la Prevención de Crueldad hacia los Animales de Illinois y reunió a sociedades locales y estatales para unirse bajo una organización nacional (la Sociedad Americana para la Prevención de la Crueldad hacia los Animales), donde podrían combinar la fuerza política con la que contaban con su grupo de presión en el Congreso. El Instituto de Tecnología de Illinois es la entidad sucesora del Armour Institute of Technology, consecuencia de la generosidad de Philip y Joseph Armour.

## Conservación
La conservación histórica en Chicago ha salvado parte del patrimonio arquitectónico de la ciudad. A la cabeza de estos esfuerzos han estado la Chicago Architecture Foundation y el Landmarks and Preservation Council of Illinois. La Commission on Chicago Landmarks (ahora parte del Departamento de Planificación y Desarrollo de la ciudad) nombró el Distrito Histórico de Prairie Avenue punto de interés de la ciudad.
Algunas de las mansiones de la época dorada aún se conservan en la manzana del 1800, incluyendo la Casa Glessner, diseñado en 1886 por el arquitecto Henry H. Richardson para Glessner; estas mansiones dotan a la calle de parte de su antiguo carácter. La Casa Glessner, que fue objeto de una notable batalla de conservación en la década de 1960, está considerada la mejor residencia urbana creada por Richardson. Este distrito incluye la Henry B. Clarke House que, aunque fue reubicada dos veces, aspira a ser la casa en pie más antigua de la ciudad. Además de la Clarke House y la Casa Glessner, otras nueve casas de finales del siglo XIX permanecen en la sección del distrito histórico de Prairie Avenue. Tanto la Casa Glessner como la Casa Clarke están en el Registro Histórico Nacional y sirven ahora como museos. La mayoría de las familias de Prairie Avenue iban a rezar a la también Chicago Landmark Second Presbyterian Church of Chicago, listada en el Registro Nacional de Lugares Históricos.Commission on Chicago Landmarks and the Chicago Department of Planning and Development (1996). «Community Area #33: Near South Side». Chicago Historic Resources Survey: An inventory of Architecturally and historically significant structures. pp. 258-264.</ref>
Marshall Field vivió en el 1905 de South Prairie y adquirió el 1919 de la misma calle para dársela a Marshall Field Jr. Se cree que Solon Spencer Beman contribuyó al diseño de lo que se conoce hoy en día como la Marshall Field, Jr. Mansion. A continuación, Field contrató a Daniel Burnham para el diseño de las extensiones y adiciones a la propiedad después de su compra en 1890. En 2007, la Commission on Chicago Landmarks anunció la rehabilitación de la Marshall Field, Jr. Mansion, que había estado deshabitada durante 40 años y que fue renovada como seis residencias privadas, ganando un Premio a la Conservación.
Hoy en día, Prairie Avenue tiene edificios incluidos en la Chicago Historic Resources Survey de las áreas comunitarias de Near South Side, Douglas, Grand Boulevard, Washington Park y Chatham. Entre las propiedades de la lista se incluye un sencillo piso de dos pisos utilizado por Al Capone durante la década de 1920 en el 7244 de South Prairie, en Greater Grand Crossing. Otras direcciones destacadas son la Kimball House en el 1801 de South Prairie (Near South Side), el 2801, 3564, 3566 y 3600 de South Prairie (Douglas), y el 4919 de South Prairie (Grand Boulevard).
La William Wallace Kimball House, que es un château de tres piso con torrecillas, fue diseñada por Solon Spencer Beman, más conocido por su trabajo en el Pullman District del área comunitaria de Pullman. Contigua a la Kimball House y frente a la Casa Glessner se encuentra la mansión Coleman-Ames, en el 1811 de South Prairie. Los dos inmuebles, Kimball y Coleman-Ames, fueron anteriormente propiedad de R. R. Donnelley & Sons Company. En 1991 se los alquila como sede nacional a la Federación de Fútbol de los Estados Unidos (USSF) hasta 1998, cuando la Federación compra ambas casas a la Chicago Architectural Foundation. La casa Kimball, que en la década de 1990 fue renovada por la USSF por 1 millón de dólares, apareció en la película Primal Fear de Richard Gere, así como en varios programas de televisión.
Al Capone y su familia vivieron en el dúplex de dos pisos de ladrillo rojo en el 7244 de South Prairie Avenue desde 1923, poco después de que se mudara a Chicago, hasta 1931, cuando fue enviado a prisión por evasión de impuestos. La familia de Capone mantuvo la propiedad hasta la muerte de su madre en 1952. En 1988, la casa, que era propiedad privada, fue propuesta por historiadores para ser incluida en el Registro Nacional de Lugares Históricos como la casa de uno de los ciudadanos más famosos de Chicago. La nominación fue retirada después de que políticos locales y miembros de grupos italoestadounidenses argumentaran que, de aprobarse, parecería que hubieran legitimado la vida de un asesino y un matón. La casa conserva las barras de seguridad en las ventanas del sótano y el garaje de ladrillo de la parte de atrás que al Capone construyó para su Cadillac blindado.
En el año 2000, el Platt Luggage Building, ubicado en el 2301 de South Prairie, de estilo neocolonial británico y diseñado por Howard Van Doren Shaw en 1907, fue objeto de debates sobre conservación cuando McCormick Place intentó derribarlo para construir un aparcamiento. El conflicto, que no se resolvió antes de que una bola de demolición hubiera agujereado una esquina del edificio y que provocó manifestaciones y una petición a la Corte Suprema de Illinois, fue descrita en la portada de The New York Times. Los conservacionistas, incluyendo el Landmarks Preservation Council of Illinois y la  National Trust for Historic Preservation, finalmente retiraron sus apelaciones una vez que la Metropolitan Pier and Exposition Authority se comprometiera a incorporar la fachada original al exterior del nuevo aparcamiento con un coste adicional de 2,5 millones de dólares. La Harriet F. Rees House, en el 2110 de South Prairie, se salvó de la demolición en el año 2014 y se trasladó una manzana al norte hasta 2017 de South Prairie.
Un libro sobre la historia de esta calle, llamado Chicago's Historic Prairie Avenue y cuyo autor es William H. Tyre, fue publicado el 2 de junio de 2008 como parte de la serie Images of America de Arcadia Publishing Co. En 2006 fue creada la Prairie District Neighborhood Alliance, una organización sin ánimo de lucro que representa a los miles de residentes del South Loop, incluyendo el Prairie District, Central Station y Museum Park, Motor Row, el South Michigan Ave Corridor, así como otras áreas de Near South Side.

## En la actualidad
En 2003, el área de reurbanización estaba en marcha. La desindustrialización y la urbanización había echado al sector de la manufactura. Como resultado, la mayoría de fábricas fueron demolidas o convertidas en edificios de lofts. Algunas mansiones abandonadas sobrevivieron en el distrito histórico siendo restauradas y renovadas. Hoy en día, Prairie Avenue está sufriendo una remodelación que incluye One Museum Park (1215 de South Prairie Avenue) y One Museum Park West (1201 de South Prairie Avenue). Estas direcciones de Prairie Avenue limitan con el lado de Roosevelt Road de Grant Park. El One Museum Park es el edificio más alto del South Side de Chicago y uno de los edificios más altos de Chicago. Supera al 340 on the Park como el más alto de todos los edificios residenciales de Chicago y es el segundo de Estados Unidos tras la Trump World Tower.